# Gibson SG
Gibson SG é um dos mais conhecidos modelo de guitarra elétrica, de corpo sólido surgido no começo dos anos 60.

## Origens
Em meados de 1960 a Gibson Guitar Corporation sentiu que o modelo Les Paul, fabricado desde 1952, já esgotara seu apelo, e decidiu mudar o design. Várias mudanças mais sutis haviam ocorrido na Les Paul desde que havia sido introduzida em 1952 (a ponte ABR-1, os captadores Humbucker desenhados por Seth Lover, diferentes acabamentos e os trastes Jumbo em 1969) mas o que veio a seguir mudaria irremediavelmente o mundo das seis cordas.  Duas críticas frequentemente dirigidas à Les Paul se referiam ao seu elevado peso e o difícil acesso aos últimos trastes, o que prejudicava a sua tocabilidade. E foi levando esses problemas em consideração e, provavelmente, influenciado pelos novos cenários musicais estabelecidos com o fim dos anos 50 que Ted McCarty e sua equipe de luthiers tomou a arriscada decisão de redesenhar a guitarra sólida da companhia na mais popular linha de guitarras Gibson até os dias de hoje.
Inicialmente a nova guitarra se chamava Les Paul SG. Por a modificação ter feito sem sua aprovação, Les Paul não gostou. Depois que o contrato de Les Paul com a Gibson terminou em 1962, a guitarra foi renomeada para "SG" (abreviação para "solid guitar", ou "guitarra sólida") no final de 1963.

## A guitarra
O corpo da SG é produzido em mogno. Bem mais fino que o da Les Paul tradicional, sem frisos,  com dois chifres pontudos e com um acesso às últimas casas muito mais fácil em relação à sua antecessora. Quando introduzida, a SG vinha equipada com 2 ou 3 captadores humbuckers, um tremolo vibrola e um pequeno escudo de 5 camadas na parte inferior do corpo. Os controles individuais de cada captador para timbre e para volume também eram encontrados na SG. Já em 1967 a SG foi ligeiramente redesenhada para funcionar com um escudo bem maior, que cobria praticamente todo o topo da guitarra. Este escudo é padrão nas SG Standard atuais.
O perfil do braço da SG era semelhante ao da Les Paul de 1960, muito mais fino do que os encorpados braços que eram padrão da Gibson nos anos 50. Ainda hoje é considerado por alguns como o braço mais veloz do mundo.
O equilíbrio de peso na SG também é bastante diferente do encontrado nas guitarras Les Paul pois o posicionamento do pino de correia é bastante diferente. Nas "SG"s o pino de correio encontra-se na parte traseira da guitarra, em vez da lateral, como na maioria das guitarras. A espessura reduzida da madeira do corpo também influenciou no balanço do instrumento, que frequentemente tem o braço mais pesado que o corpo, tendendo a cair pelo braço quando tocada em pé.
O timbre produzido pela SG é essencialmente diferente dos timbres da Les Paul, apesar da captação idêntica. Os fatores decisivos para essa diferença no timbre são basicamente a ausência de uma camada de maple no topo de mogno encontrada nas Les Paul tradicionais e a própria espessura reduzida do corpo da SG.

## Guitarristas conhecidos por utilizarem a SG
- Angus Young - AC/DC
- Tony Iommi - Black Sabbath
- Alex Lifeson (EDS-1275) - Rush
- Michael Poulsen - Volbeat
- Maurice Gibb - The Bee Gees
- Daniel Johns - Silverchair
- Derek Trucks - Tedeschi Trucks Band
- Eddie Vedder - Pearl Jam
- Daron Malakian - System Of A Down, Scars On Broadway
- Pete Townshend - The Who
- Eric Clapton
- George Harrison - The Beatles
- Danilo Cutrim - Forfun
- Gee Rocha - NX Zero
- Izzy Stradlin  - (ex-) Guns N' Roses
- Carlos Santana
- Lúcio Maia
- Allison Robertson - The Donnas
- Dave Keuning - The Killers
- Mark Stoermer - The Killers
- Frank Zappa
- Robby Krieger - The Doors
- Martin Mendonça
- Jason Truby P.O.D., Living Sacrifice
- Jack Black - Tenacious D
- Humberto Gessinger - Engenheiros do Hawaii
- Mark Farner - Grand Funk Railroad
- Drake Bell
- Thom Yorke - Radiohead
- Keith Urban
- Duane Allman - Allman Brothers
- Jon Foreman - Switchfoot
- Max Cavalera - Soulfly, Cavalera Conspiracy
- Lenny Kravitz
- Glen Buxton - Alice Cooper
- Gary Rossington - Lynyrd Skynyrd
- John Frusciante - Red Hot Chili Peppers
- Jimi Hendrix
- Jimmy Page (EDS-1275) - Led Zeppelin
- Slash Guns N' Roses
- Richie Sambora (ex-) Bon Jovi
- nameless goul fire Ghost
- Tobias Forge(ex) repugnant

(ex) magna carta cartel subvision
• The Edge U2
• D' Stinson - Nix